# Bún nem

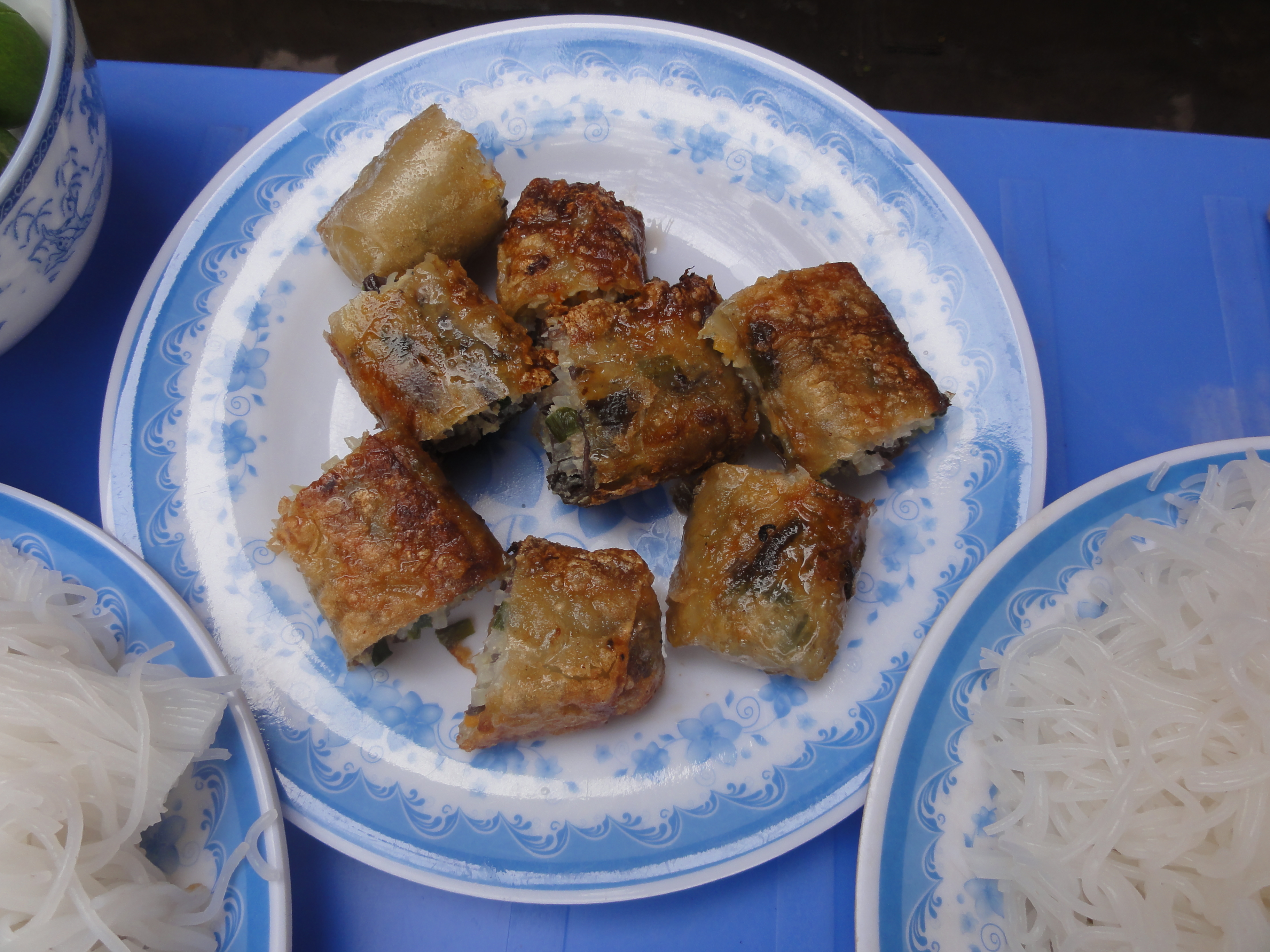
Một suất bún nem

Bún nem (theo cách gọi miền Bắc) hay bún chả giò (miền Nam) là một món ăn đặc sản của người Hà Nội gồm bún (bún rối hoặc bún lá) và nem rán (chả giò). Thưởng thức món ăn này không thể thiếu nước chấm gồm nước mắm, dấm, ớt, tỏi, đường và hạt tiêu. Cùng với món bún chả, bún nem rát được ưa dùng tại Hà Nội, nhất là các dịp lễ Tết và liên hoan sau các bữa cỗ nhiều thịt và đầy ắp món béo.

## Nguyên liệu và chế biến
Nem rán gồm vỏ nem và nhân nem. Vỏ nem hay bánh đa nem là loại bánh tráng bằng bột gạo xay với nước, tráng mỏng, phơi khô. Khi dùng để gói nem thì bánh tráng này được nhúng ướt để tránh gãy vỡ. Nhân nem thường bao gồm thịt lợn hoặc thịt bò băm nhỏ, miến (bún tàu) ngâm mềm cắt ngắn, mộc nhĩ, nấm hương, hành, trứng, hạt tiêu và gia vị... Có thể có thêm susu hay cà rốt bào sợi, hành tây thái hạt lựu... tùy sở thích từng người. Nhân được cuốn trong bánh tráng cuốn nem thành hình trụ dài tầm 1 gang tay hoặc ngắn hơn.
Nem cuốn xong được rán trong chảo ngập dầu đến khi vàng đều, sau đó được để bớt nóng rồi cắt thành miếng vừa ăn cỡ 2 đốt ngón tay, bày cùng ra thơm (kinh giới, rau húng, xà lách, ra mùi...) ăn với bún và nước chấm.